# 泽蛙
澤蛙（二名法：Fejervarya limnocharis）又名田蛙。是一種廣泛分佈於南亞的青蛙，模式產地在爪哇。對澤蛙種群的分子水平研究表明，澤蛙可能涵蓋了幾個物種。

## 描述
以下描述來自乔治·亚伯特·布兰洁：
和虎紋蛙很像，不過體積較小，有半蹼腳趾，第五根腳趾邊緣輕微發育，常有一個小外蹠骨結節。吻部的長度和寬度，內蹠骨結節的大小，後肢以及第四根腳趾的相對長度在很大範圍內變化。脛跗關節通常能抵到眼部或吻部的後部或尾端。不過，一些標本（var. brevipalmata，來自勃固和南印度）的脛跗關節遠遠超過了吻的前末端，腿呈綠色或橄欖色，有暗點，長達吻部末端到肛門距離的三分之二，有時會出現一條亮線或亮脊帶。有時一條亮線會出現在腿的內側。大腿側有黑色石紋，有時候會連接在一起，並形成「M」形。
澤蛙吻部到肛門的長度從2到5釐米不等。
澤蛙有幾種基因型不同的亞種，可能是尚未分開的不同物種

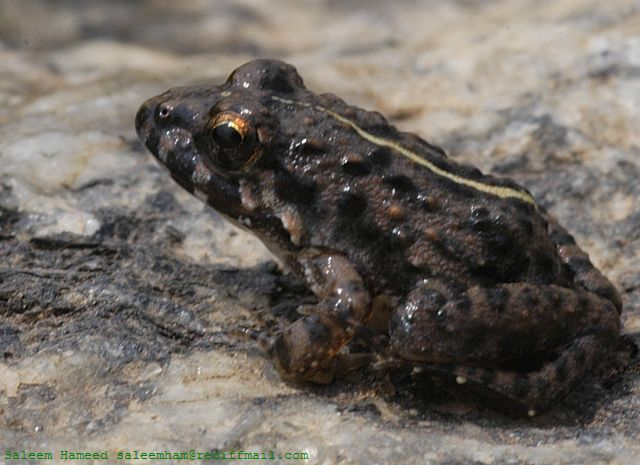
澤蛙

## 分佈
泽蛙分布广泛，从中国、日本南部，印度，斯里兰卡和缅甸到马来半岛、马来群岛均有分布。喜马拉雅山脉（锡金）海拔高达7,000英尺（2,100米）的地方也有它的踪迹。费迪南德·斯图利兹卡发现它可在海水或半海水不受影响地生存。在巴基斯坦，泽蛙生活在印度河流域的三角洲到拉瓦尔品第一带。
根据两栖动物列表，在印尼，马来西亚，泰国，缅甸，柬埔寨，老挝和越南之外的观测记录几乎可以被断定为是其他物种。